# Adeodato Francisco Marcet
Adeodato Francisco Marcet i Poal ( 1875 - 1964) fue un religioso benedictino, botánico catalán.
Hizo su aprendizaje en el Jardín Botánico Marimurtra de Blanes que en 1920 había fundado el alemán Karl Faust, y se había convertido en el jardín botánico más importante de Cataluña. A su paso por Barcelona, hizo amistad con el abad de Montserrat, gran aficionado a la botánica como él. También fue gran amigo del sueco Eric Ragnor Sventenius, con quien mantuvo abundante correspondencia científica.

## Literatura

### Escritos sobre Marcet
- josep Nuet i badia, josep m. Panareda i clopés. 1991. Flora de Montserrat. Vol. 1. Biblioteca Abat Oliba: serie il. Ed. L'Abadia de Montserrat, 341 pp. ISBN 8478262466

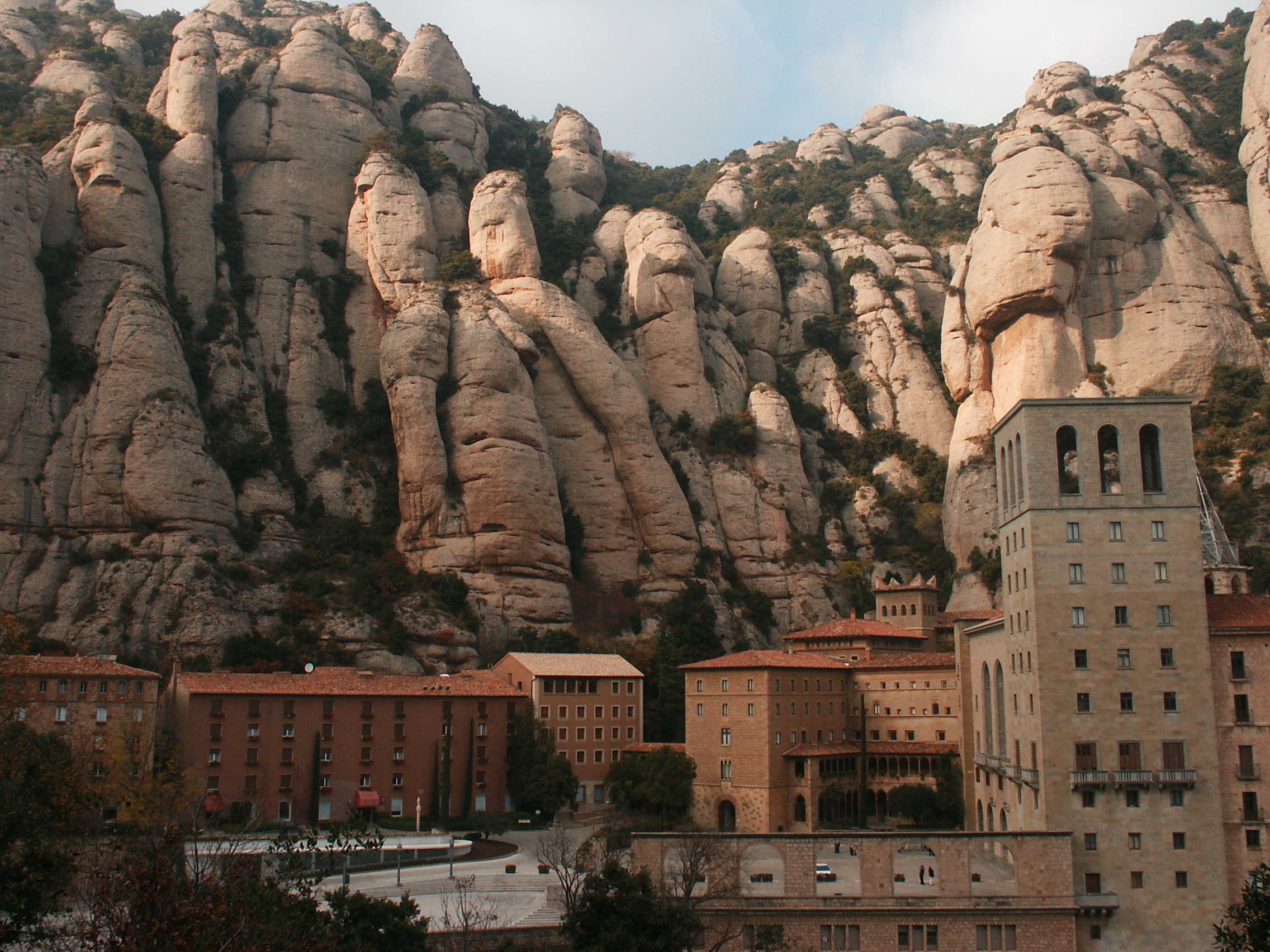
El monasterio, aquí vivió y trabajó el autor

### Obras
- 1958. Soplos del espíritu: Comentarios a unas sentencias de un niño santanderino. Con Jesús Barranquero Orrego. Ed. prensa ultreya. 56 pp.

- 1949. Sursum corda. 2ª edición de Spes, 549 pp.

- 1946. Flora Montserratina. En Bol. Soc. Española de Hist. Nat. XLVI: 46-51 (ilus. 1948-49; 47 : 67-89, 163-170, 307-333)

- 1934. Las grandes virtudes de un niño: Antonio Martínez de la Pedraja: (1920-1929). Ed. Imprenta J. Vila, 366 pp.

- 1919. Ciencies naturals: excursió botanica a St. Llorens dels Pitens i Pedraforca. 10 pp.

- 1909. Notes pera la Flora montserratina... 12 pp. en línea

## Honores

### Eponimia
Género
- (Rosaceae) Marcetella Svent.[2]

Especies
- (Apiaceae) Conopodium marcetii M.Hiroe[3]

- (Asteraceae) Hieracium × marceti Pau in Marcet[4]

- (Scrophulariaceae) Euphrasia marceti Cadevall[5]

- (Violaceae) Viola marcetii W.Becker[6]

- La abreviatura «Marcet» se emplea para indicar a Adeodato Francisco Marcet como autoridad en la descripción y clasificación científica de los vegetales.[7]